# Rometrude
Rometrude (fl. VI secolo) è stata una principessa longobarda.

## Biografia
Figlia del re Tato, fu una delle cause della sconfitta degli Eruli secondo Paolo Diacono. Dopo una guerra contro gli Eruli, il loro re, Rodolfo, volle stringere una pace con i Longobardi ed inviò in ambasciata un suo fratello. Una volta siglata, tornò in patria e nel viaggio di ritorno passò davanti alla casa di Rometrude: ella, quando seppe che era fratello de  re degli Eruli, lo fece entrare in casa per offrirgli del vino. Quando il principe entrò, Rometrude lo derise per la sua bassa statura ed esso replicò in modo seccato, tanto da offendere Rometrude. Ella quindi, fingendosi non offesa, lo fece accomodare con la schiena verso una finestra velata di un tessuto prezioso; a quel punto, fingendo di rivolgersi al coppiere, disse «Mesci» (Misce), in realtà una parola d'ordine che fece sì che i suoi servitori trafiggessero il principe erulo alle spalle con le lance. Tale azione è considerata dallo stesso longobardo Paolo Diacono come negativa, definendo la donna «crudele» (crudelis) e i suoi ordini «scellerati» (iniqua).
A seguito di tale azione, scoppiò nuovamente la guerra tra Longobardi ed Eruli, da cui i primi uscirono vincitori.